# Iglesia propia
Durante la Edad Media, la iglesia propia (en latín, ecclesia propria, en alemán Eigenkirche) era una iglesia, abadía o claustro construido en terrenos privados por un señor feudal, sobre los cuales mantenía sus intereses como propietario, especialmente el derecho denominado en la ley inglesa como "advowson", de nombrar al personal eclesiástico.

## Historia
Durante el Imperio Romano más tardío la iglesia se había organizado centralmente: todos los monasterios e iglesias dentro de una diócesis, incluyendo su personal y sus propiedades, estaban bajo la jurisdicción del obispo local. Ya desde finales del siglo V, el Papa Gelasio I fijó las condiciones bajo las que los obispos podrían consagrar nuevas iglesias dependientes de la Santa Sede. Una de las condiciones era que el nuevo establecimiento estuviera dotado con suficientes medios para proporcionar vestimenta, luces y sustento para el sacerdote que allí sirviera. A veces, la iglesia formaba parte de una gran propiedad ajena. En otras, la propia iglesia era la titular de un nuevo latifundio.
El desarrollo de iglesias propias fue un producto del feudalismo. El señor feudal fundador podía ser un lego, un obispo o un abad, pero solo el obispo diocesano tenía autoridad para consagrar la iglesia y ordenar al sacerdote que sirviera allí. El Concilio de Trosly (909) definía tales iglesias como dominium del señor feudal, pero atribuía la gubernatio al obispo. Era responsabilidad del obispo asegurar que el edificio se mantuviera en buen estado y adecuadamente iluminado y determinar las fronteras parroquiales.

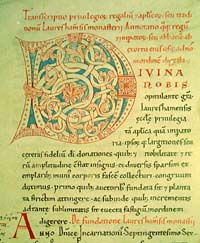
Página de apertura del Códice Lorsch, detallando la tenencia de tierra de Lorsch

## Abadía de Lorsch
Dentro del imperio carolingio, las reglas respecto a las iglesias propias habían sido expresamente formuladas en el siglo IX, en los concilios reformistas  de 808, bajo Carlomagno y de 818/9, bajo Ludovico Pío. Entonces, las iglesias propias habían sido oficialmente reconocidas, pero las capitulaciones identifican algunos de los excesos asociados a ellas, por lo que se acordó que el propietario no debía nombrar ni deponer sacerdotes sin el consentimiento del obispo, ni nombrar servidumbre. Cada iglesia tenía que estar provista de una casa parroquial y su jardín, libres de cargos hacia el señor, donde el sacerdote se podría mantenerse, proporcionando servicios espirituales. Los derechos de los fundadores propietarios estaban también delimitados y protegidos, para que el obispo no pudiera rehusar a ordenar un candidato adecuado; la legislación también protegía los derechos del fundador sobre las abadías propias a nombrar un miembro de la familia fundadora.
Un ejemplo de una iglesia propia es la Abadía de Lorsch, fundada en 764 por el conde franco Cancor y su madre viuda Williswinda como iglesia y monasterio en su propiedad, Laurissa. Confiaron su administración al sobrino de Cancor, Crodegango, Arzobispo de Metz, que fue su primer abad . En 766 Crodegango dimitió de su cargo, en favor de su hermano Gundeland.
En la Alemania del siglo VIII se desarrolló la práctica de donar una iglesia propia a otra iglesia más grande o catedral con ciertas condiciones, como reservar el usufructo a un miembro de la familia, a veces para más de una generación. A veces la donación era revocable tras el posible regreso de un heredero distante. Otras condiciones lo podían impedir que fueran otorgadas como beneficio, bajo pena de devolución a la familia. El usufructo podía ser reservado a una mujer (ancilla dei) o un hombre aun no nacido, ni por supuesto, ordenado, y dejado para el donante para hacer provisión para el soporte de miembros de la familia. Una donación formulada en tales términos a una tercera parte, servía para proporcionar alguna protección contra disputas subsiguientes con otros miembros de la familia.
Ulrich Stutz argumentaba que la institución de la iglesia propia existió particularmente en áreas que nunca habían sido romanas, entre los irlandeses y los eslavos, y en el Imperio Romano Oriental, pero la iglesia propia es más conocida en Alemania, donde el Grundherr, el terrateniente que había fundado la iglesia en su propiedad y la surtía de sus tierras, mantenía el derecho de investidura, ya que era el advocatus (en alemán, Vogt) del feudo, y responsable de su seguridad y buen orden. En los siglos IX y X el establecimiento de iglesias propias en Alemania llegó a su máximo. El lego que ostentaba el cargo era un abad lego.
El altar era la ancla legal al cual se vinculaban las estructuras, la tierra, los derechos y los lazos. El propietario y sus herederos retenían sus derechos legales íntegros sobre la tierra en nombre del santo cuyas reliquias descansaban bajo el altar. "Puede vender, prestar o arrendar el altar, dejarlo a sus herederos, usarlo como dote o hipotecarlo, siempre que la iglesia, una vez consagrada, continuara siendo utilizada como iglesia." Aun así, el fundador no podía enajenar a cualquiera de la tierra o pertenencias designadas para el mantenimiento de la iglesia y sustento del sacerdote. La dedicación de la tierra para uso religioso era una forma de impedir que fuera fragmentada en parcelas demasiado pequeñas para su explotación.
Según George W. O. Addleshaw, los historiadores franceses atribuyen el desarrollo de las iglesias propias a la descentralización que resultó de la caída del Imperio Romano Oriental y el incremento de la autoridad los terratenientes romanos y merovingios, que asumían la responsabilidad de las iglesias rurales en lugar de los obispos en sus sedes urbanas.
El derecho de los propietarios podía ser concedido fuera o otherwise alienado, incluso para una suma de dinero, el cual compromised la posición de la comunidad espiritual que lo sirvió. En una iglesia parroquial pequeña este derecho puede ser trivial, pero en los territorios alemanes de Otto el Grande sea un control esencial y control en la iglesia, a través de qué el Emperador Romano Santo en gran parte gobernado.
La simonía, mera compra de un puesto eclesiástico, bien a través de pago o permuta, era un problema omnipresente, que fue abordado una y otra vez en todos los sínodos de las reformas gregorianas desde el siglo XI y principios del XII, y alimentó la querella de las investiduras. El sistema del beneficio eclesiástico se extendió fuera de las iglesias propias.
Las Royal peculiars han permanecido como iglesias propias hasta hoy.
Un ejemplo medieval es la iglesia de Littleham, en Devon, mencionada en 1422.